# Govruud Huuchinhuu
Govruud Huuchinhuu (mongolisch: Говрууд Хуучинхуу, * 1954; † 25. Oktober 2016) war eine andersdenkende Schriftstellerin und Menschenrechtsaktivistin aus der Inneren Mongolei. Im Januar 2011 verschwand Huuchinhuu, nachdem sie das Tongliao-Krankenhaus in der Inneren Mongolei verlassen hatte. Nach zwei Jahren des erzwungenen Verschwindens durch die chinesische Regierung wurde sie unter Hausarrest gestellt. Sie starb am 25. Oktober 2016 an Krebs. Sie wurde bis zu ihrem letzten Atemzug rund um die Uhr überwacht.

## Karriere

### Schreiben
Huuchinhuu ist bekannt für ihr Buch Elm with Stone Heart, eine Sammlung von Essays und Kurzgeschichten mit einem zentralen Thema rund um die südmongolische Identität. Dieses Buch ist in der Volksrepublik China verboten, wurde aber in Ulaanbaatar veröffentlicht und ist in der Mongolei erhältlich. Das Buch wurde auch auf kyrillische Schrift übersetzt, um eine breitere Leserschaft in der unabhängigen Mongolei zu erreichen. Huuchinhuus andere Bücher Silent Stone und Journey wurden auch in China verboten.

### Beschlagnahmung
Im Sommer 2007 beabsichtigte Huuchinhuu, ihr Buch Elm with Stone Heart in der Provinz Liaoning zu veröffentlichen. Allerdings hat das Staatssicherheitsamt des Autonomen Kreises Fuxin die Veröffentlichung des Buches verhindert.
Huuchinhuu veröffentlichte im Oktober 2007, ohne Erlaubnis, das Buch Silent Rock (Stille Felsen), obwohl die Veröffentlichung abgelehnt worden war. Huuchinhuu lagerte Kopien ihres Buches bei ihrer Nichte und in den Wohnungen ihrer Mitarbeiter, um die Beschlagnahmung zu verhindern. Nach der Veröffentlichung verhaftete die Polizei die Nichte von Huuchinhuu und beschlagnahmte alle Kopien ihres Buches.

### Aktivismus
Huunchinhuu war Mitglied der Südmongolischen Demokratischen Allianz und war bei der mongolischen Studentenbewegung von 1981 aktiv. Huunchinhuu befürwortete im Internet die Menschenrechte der Mongolen in China. Drei der von ihr betriebenen Foren wurden von der Kommunistischen Partei Chinas abgeschaltet, nachdem sie beschuldigt worden war, ohne Erlaubnis über Separatismus und ethnische Fragen diskutiert zu haben.

## Unterdrückung
Während ihrer Karriere wurde Huuchinhuu mehrmals in Gewahrsam genommen. Bei diesen Inhaftierungen hat das Ministerium für öffentliche Sicherheit versucht, Huuchinhuu dazu zu zwingen, ihre Mitgliedschaft bei der Südmongolischen Demokratischen Allianz aufzugeben, doch Huuchinhuu weigerte sich. Im Jahr 2007 wurde Huuchinhuu verboten fünf Jahre lang nicht ins Ausland zu reisen, da sie als eine mögliche Bedrohung Chinas angesehen wurde.

### Hausarrest
Hunnchinhuu kämpfte über das Internet für die Freilassung des Mitbegründers Hada von der Südmongolischen Demokratischen Allianz, der seit 1995 im Gefängnis eingesperrt war. Im November 2010 wurde Huuchinhuu von der Regierung der Volksrepublik China unter Hausarrest gestellt, weil sie im Internet für eine vorzeitige Feier von Hadas geplanter Freilassung, Mongolen versammelt haben soll.

### Verschwinden
Huuchinhuu war gezwungen am 27. Januar 2011, nach ihrer Freilassung aus einem Krankenhaus in Tongliao, wo sie wegen Krebs behandelt worden war, zu verschwinden. Der Fall von Huuchinhuu und Hada wurde ein Beweggrund für ethnische Mongolen weltweit, um mehr Aufmerksamkeit auf die Menschenrechtsverletzungen in der südlichen Mongolei zu lenken. Am 19. März 2012 begannen Aktivisten in Ulaanbaatar eine weltweite Kampagne und sammelten Unterschriften für eine Petition zur Freilassung von Huuchinhuu und Hada.

### Gerichtsverhandlung
Im November 2012 fand eine geschlossene Gerichtsverhandlung gegen Huuchinhuu statt und das kommunale Volksgericht von Tongliao verkündete einen Schuldspruch, weil sie Staatsgeheimnisse bekannt gemacht haben soll. Ihr Urteil wurde im Widerspruch zu Artikel 111 des chinesischen Strafrechts verzögert, in dem es heißt, Staatsgeheimnisse preiszugeben sei ein Verbrechen, das mit einer Strafe von fünf Jahren bis Lebenslang geahndet wird. Huuchinhuu legte gegen ihren Schuldspruch Berufung ein und wurde wieder unter Hausarrest gestellt. Seit Januar 2015 verblieb Huuchinhuu unter Hausarrest.

### Kritik
Im Jahr 2015 reichte Huuchinhuu zwei Erklärungen an das südmongolische Informationszentrum für Menschenrechte zur Veröffentlichung ein. Eine ihrer Aussagen enthüllte, dass das kommunale Amt für Öffentliche Sicherheit in Tongliao ihr Bankkonto gesperrt hatte und ihre Menschenrechte verletzt habe.

## Auszeichnungen
Im Jahr 2012 erhielt Huuchinhuu das Hellmann/Hammett-Stipendium der Organisation Human Rights Watch für die Förderung der Redefreiheit.